# Thomas Barker
Thomas Barker (Lyndon, 1722 – 29 dicembre 1809) è stato un meteorologo e astronomo britannico.
Iniziò ad interessarsi di meteorologia, compiendo dei rilevamenti che contribuirono notevolmente allo sviluppo di questa scienza in Inghilterra nel Settecento. Sposò Anne White, la sorella del celebre naturalista Gilbert White, ed ebbe un figlio e quattro figlie. In seguito sviluppò l'interesse per l'astronomia: pubblicò un saggio sulla scoperta delle comete e fu inoltre il primo a rendersi conto della discrepanza fra il colore della stella Sirio, bianco-azzurra, e le antiche annotazioni, che la indicavano come di colore rosso.